# Gregório José de Oliveira Costa Júnior
Gregório José de Oliveira Costa Júnior (1842 — 1902) foi um político brasileiro.
Foi presidente da província da Paraíba, de 10 de junho a 3 de setembro de 1880.